# EVV Eindhoven in het seizoen 1970/71
Het seizoen 1970/1971 was het 17e jaar in het bestaan van de Eindhovense betaaldvoetbalclub Eindhoven. De club kwam uit in de Tweede divisie en eindigde daarin op de derde plaats. Tevens deed de club mee aan het toernooi om de KNVB beker, hierin werd de club in de eerste ronde uitgeschakeld door FC Utrecht (1–3). Na het seizoen werd duidelijk dat bij de sanering van het betaald voetbal in Nederland er een aantal clubs noodgedwongen moesten verdwijnen naar de amateurs. Eindhoven was op basis van de criteria (gemiddelde van het aantal betalende toeschouwers over de afgelopen vijf jaar) van de KNVB een van de vijf clubs die promoveerden uit de Tweede divisie naar de Eerste divisie zonder op een promotieplek te eindigen.

## Wedstrijdstatistieken

### Tweede divisie
|       | AGOVV | Baronie | SC Drente | EDO   | Fortuna | Gooiland | Hermes DVS | Limburgia | NOAD  | PEC   | RBC   | RCH   | Roda JC | De Volewijckers | FC VVV | ZFC   |
| ----- | ----- | ------- | --------- | ----- | ------- | -------- | ---------- | --------- | ----- | ----- | ----- | ----- | ------- | --------------- | ------ | ----- |
| Thuis | 1 – 1 | 2 – 1   | 5 – 1     | 1 – 0 | 3 – 0   | 4 – 3    | 3 – 0      | 1 – 0     | 0 – 0 | 3 – 2 | 1 – 1 | 1 – 1 | 2 – 0   | 0 – 1           | 2 – 0  | 1 – 1 |
| Uit   | 1 – 0 | 1 – 1   | 0 – 0     | 0 – 0 | 0 – 0   | 0 – 3    | 0 – 1      | 0 – 2     | 1 – 2 | 1 – 0 | 0 – 1 | 0 – 0 | 1 – 0   | 0 – 2           | 1 – 1  | 1 – 2 |

### KNVB beker
| 1e ronde                                     | FC Utrecht                                | 3 – 1 (1 – 1) | Eindhoven         |
| 16 augustus 1970 Plaats: Utrecht Galgenwaard | Tonnie Nieuwenhuys 7' Marco Cabo 51', 72' |               | 44' Jan van Dorst |

## Statistieken Eindhoven 1970/1971

### Eindstand Eindhoven in de Nederlandse Tweede divisie 1970 / 1971
| Stand | Gespeeld | Gewonnen | Gelijk | Verloren | Punten | Doelpunten voor | Doelpunten tegen |
| ----- | -------- | -------- | ------ | -------- | ------ | --------------- | ---------------- |
| 3e    | 32       | 17       | 11     | 4        | 45     | 45              | 19               |

### Topscorers
| #              | Naam                    | Goal |
| -------------- | ----------------------- | ---- |
| 1.             | Joop Oomens             | 9    |
| 2.             | Fritske van der Boer    | 7    |
| 3.             | Dom Hakkens             | 6    |
| 4.             | Willy Senders           | 5    |
| 4.             | Gerard Weber            | 5    |
| 6.             | Hendrik Schalks         | 3    |
| 7.             | Jack Arendsen           | 2    |
| 7.             | Wim Brouns              | 2    |
| 7.             | Jan van Dorst           | 2    |
| 10.            | Govert Kooiman          | 1    |
| 10.            | Rudi Slegers            | 1    |
| 10.            | Jo Theunissen           | 1    |
| Eigen doelpunt |                         |      |
| –              | Karel Sülzle (Gooiland) | 1    |
| Totaal         | Totaal                  | 45   |

| #      | Naam          | Goal |
| ------ | ------------- | ---- |
| 1.     | Jan van Dorst | 1    |
| Totaal | Totaal        | 1    |

## Voetnoten
AGOVV · Baronie · SC Drente · EDO · Eindhoven · Fortuna · Gooiland · Hermes DVS · Limburgia · NOAD · PEC · RBC · RCH · Roda JC · De Volewijckers · FC VVV · ZFC